# جورج جيرارد (طبيب)
جورج جيرارد (بالفرنسية: Georges Girard)‏ هو طبيب فرنسي، ولد في 4 فبراير 1888 في Isigny-sur-Mer ‏ في فرنسا، وتوفي في 19 فبراير 1985 في Joinville-le-Pont ‏ في فرنسا.